# Elena Vasile
Elena Vasile (n. 28 mai 1975) este o cântăreață română. A făcut parte din formația de muzică etno HO-RA.
În perioada în care a făcut parte din grupul HO-RA, Elena Vasile era invitată adesea să colaboreze și cu alți artiști, cel mai cunoscut dintre ei fiind Tiger One (Terrance Lamont Croom).
Cântărețul care a făcut furori în topuri împreună cu Andra și melodia "Vreau sărutarea ta" a cântat și alături de Elena, melodia "Când te uiți în ochii mei" fiind extrem de cunoscută în rândul generației care asculta acest tip de muzică la începutul anilor 2000.
În anul 2006, Elena Vasile a înființat formația rock „Raza”, împreună cu George Patranoiu (chitară), Dan Ionescu (chitară), Vlady Săteanu (chitară bas) și Ovidiu Condrea (tobe).
În 2009 a înființat formația Electric Fence.